# Codonopsis meleagris
Codonopsis meleagris är en klockväxtart som beskrevs av Friedrich Ludwig Diels. Codonopsis meleagris ingår i släktet Codonopsis, och familjen klockväxter. Inga underarter finns listade i Catalogue of Life.